# 舞小雪
舞 小雪（まい こゆき、1948年3月27日 -）とは元宝塚歌劇団・娘役の女優。
青森県東津軽郡出身。青森中央高等学校出身。宝塚歌劇団時代の愛称はハッコ。身長159cm、趣味・特技は日舞、社交ダンス。

## 来歴
1967年、宝塚音楽学校に入学。1969年、55期生として宝塚歌劇団に入団。星組公演『シルクロード』で初舞台を踏む。宝塚入団時の成績は60人中35位。
1970年3月17日、花組配属。
1971年8月、入団3年目(宝塚用語で研3)にして宝塚大劇場公演『人魚姫』のヒロイン・ルイーゼ役に抜擢。同年10月には『小さな花がひらいた』にて二番手娘役格のおゆう役を演じる。
1974年5月、『虞美人』にて桃娘役を役替りで演じる。同年10月に月組へ組替え。
1975年、『赤と黒』にて、月組トップ娘役の初風諄が海外公演参加・星組への特別出演で全日程休演したことにより、ヒロインのレナール夫人を務める。
1976年に小松美保が月組トップ娘役に就任したが、その後も舞は大劇場公演で2度のヒロインを演じ(『紙すき恋歌』『春愁の記』)、全国ツアー『風と共に去りぬ』ではスカーレットを演じた為、小松とはポスターに二人並んで登場、退団公演ではサヨナラショーを開催するなど、ほぼ同等の扱いであった。
1978年、『風と共に去りぬ』の地方公演(全国ツアー)にてスカーレット・オハラを演じる。
1980年、『スリナガルの黒水仙／クラシカル・メニュー』の東京公演千秋楽を最後に同年11月30日付で宝塚歌劇団を退団。

## 宝塚歌劇団時代の主な舞台出演

### 花組時代
- 1971年、『人魚姫－愛と魂の物語－』人魚姫ルイーゼ役 ＊大劇場公演初ヒロイン
- 1971年、『小さな花がひらいた』おゆう役
- 1972年、『浜千鳥』新人公演：ちじゅ役（本役：竹生沙由里）＊新人公演ヒロイン
- 1973年、『新・花かげろう』新人公演：若狭役（本役：上原まり）＊新人公演ヒロイン／『ラ・ラ・ファンタシーク』
- 1973年、『この恋は雲の涯まで』鳳蓮役
- 1974年、『花のお嬢吉三』新人公演：おとせ役（本役：上原まり）＊新人公演ヒロイン／『カルナバル・ド・タカラヅカ』
- 1974年、『虞美人』桃娘役
- 1974年、『海と太陽とファド』ヌチバナの女役／『アン・ドウ・トロワ』

### 月組時代
- 1975年、梅田コマ劇場2月公演『同期の桜ー命ある日に』
- 1975年、『春の宝塚踊り』／『ラムール・ア・パリ』ナタリー役
- 1975年、『赤と黒』レナール夫人役 ＊ヒロイン／『イマージュ』
- 1976年、『スパーク&スパーク』／『長靴をはいた猫』魔女エグール役
- 1976年、『ベルサイユのばらIII』ソフィア役（東京公演）
- 1976年、『紙すき恋歌』節役＊ヒロイン／『バレンシアの熱い花』シルヴィア役
- 1977年、『風と共に去りぬ』ベル・ワットリング役
- 1977年、『わが愛しのマリアンヌ』ミミ役／『ボーイ・ミーツ・ガール』
- 1977年、帝国劇場12月公演『モルガンお雪』
- 1978年、『祭りファンタジー』／『マイ・ラッキー・チャンス』
- 1978年、『隼別王子の叛乱』遠児役／『ラブ・メッセージ』
- 1978年、『風と共に去りぬ』スカーレット・オハラ役（全国ツアー公演）＊ヒロイン
- 1979年、『日本の恋詩』／『カリブの太陽』シルビア役
- 1979年、『春愁の記』荻姫役 ＊ヒロイン／『ラ・ベルたからづか』
- 1979年、『恋とかもめと六文銭』鶴見屋小夜役（バウホール公演）
- 1980年、『アンジェリク－炎の恋の物語－』カルメンシータ役／『仮面舞踏会』
- 1980年、『スリナガルの黒水仙』カンチ役／『クラシカル・メニュー』 ＊退団公演
- 1980年、『恋とかもめと六文銭』淡島久女弥役＊ヒロイン／『ラ・ベルたからづか』（全国ツアー公演）

## 宝塚歌劇団退団後の主な活動

### テレビドラマ
- 御宿かわせみ 第2シリーズ第9話「幼なじみ」（1982年、NHK）
- ザ・サスペンス 私の愛した女（1983年、TBS）
- 影の軍団IV 第25話「幻の少女 私を殺さないで」（1985年、関西テレビ / 東映） -  松島
- 銭形平次 第1シリーズ第2話「茶室の殺人」（1991年、フジテレビ）
- 霧の橋の決闘! （1999年、ABC）
- 水戸黄門 第32部 第13話「赤ん坊背負った仇討ち -白石-」（2003年、TBS） - お紋

### 演劇
- ゆかいな海賊大冒険 （1982年・1983年・1984年） - クレオパトラ (金の波頭亭の女主人)

### 映画
- 龍飛岬 （1988年）

### バラエティー
- クイズ!脳ベルSHOW（2018年、BSフジ）